# فرودگاه بین‌المللی نینگبو لیشه
فرودگاه بین‌المللی نینگبو لیشه (به انگلیسی: Ningbo Lishe International Airport) یک فرودگاه همگانی مسافربری با کد یاتا NGB است که یک باند فرود بتن دارد و طول باند آن ۳۲۰۰ متر است. این فرودگاه در کشور چین قرار دارد و در ارتفاع ۴ متری از سطح دریا واقع شده است.